# Chiesa di San Francesco (Iglesias)
La chiesa di San Francesco sorge nell'omonima piazza del centro storico della città di Iglesias, non lontana dalla cattedrale di Santa Chiara.

## Storia

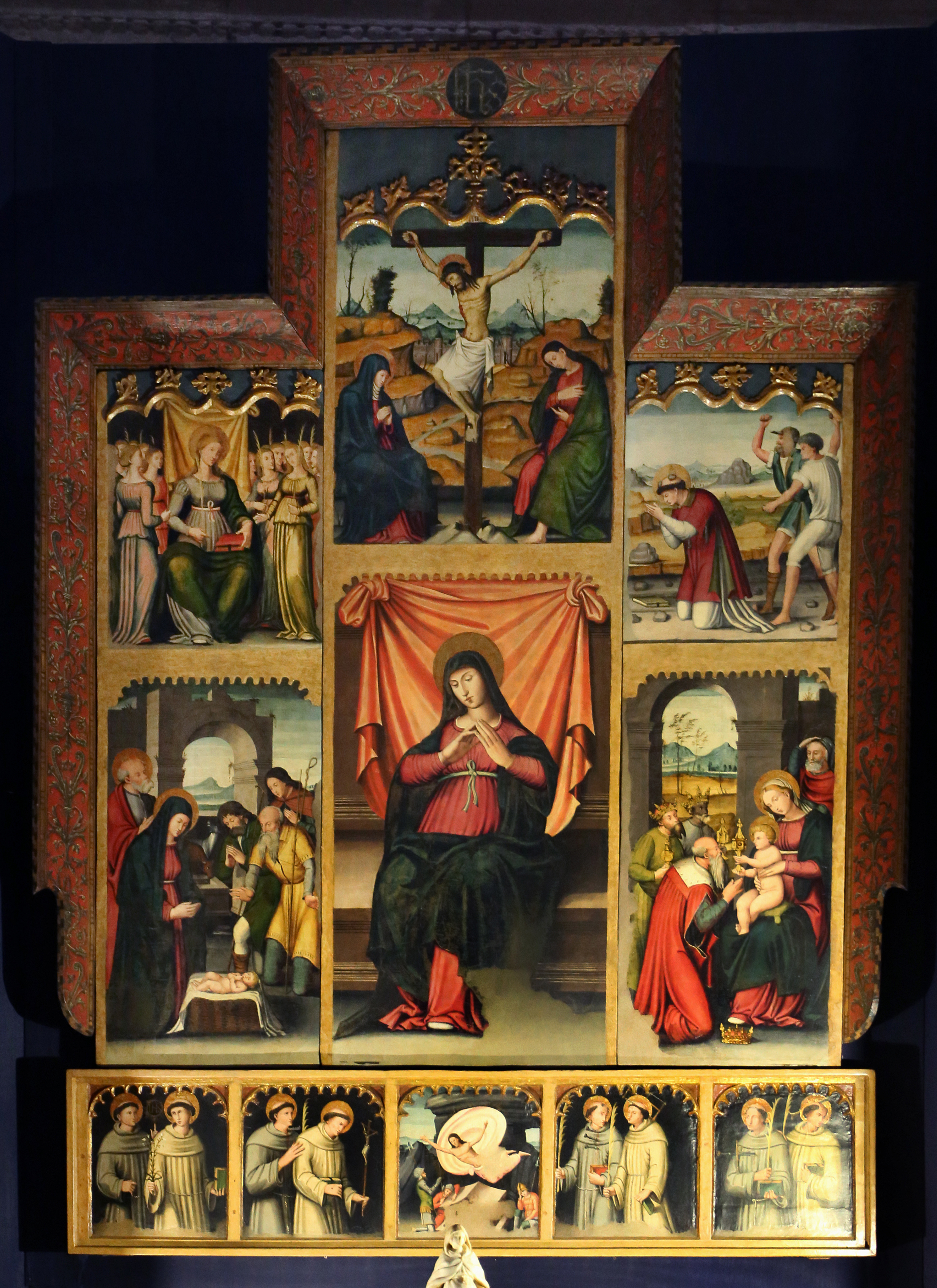
Retablo di Antioco Mainas

I Frati Minori arrivarono ad Iglesias nella prima metà del Trecento, su concessione del papa Giovanni XXII e grazie all'intervento del re Giacomo II di Aragona. 
L'attuale edificio, in stile gotico catalano risale al XVI secolo.
Nel XIX secolo, durante la dominazione dei Savoia, gli ordini religiosi vennero soppressi e i loro beni, chiese comprese, incamerati dallo Stato. Venne sottratto il retablo della Vergine del Parto, opera del pittore cagliaritano Antioco Mainas e risalente al XVI secolo, ma la chiesa rimase aperta per le celebrazioni fino al 1899, quando fu chiusa per regio decreto ed affidata all'amministrazione comunale. Da questo momento in poi conobbe vari utilizzi, fra cui palestra, caserma, forno per pane, e rischiò di venire abbattuta nel 1914.
L'edificio venne salvato, restaurato, e infine riaperto al culto nel 1928 e nel 1935 vi fu il rientro dei francescani in città e nella chiesa stessa.

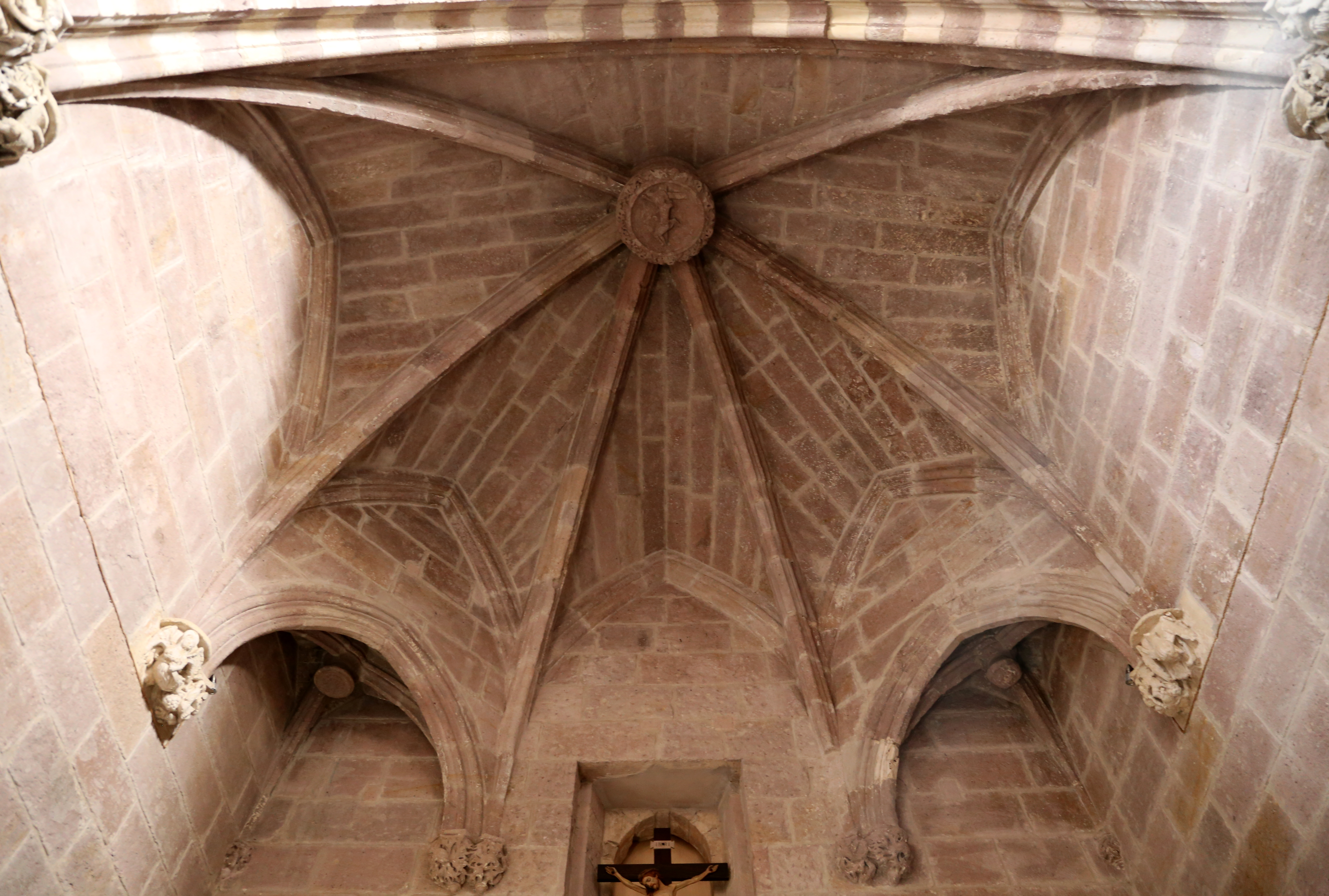
Volta del presbiterio

Nei restauri eseguiti alla fine degli anni ottanta il pavimento venne riportato al suo livello originale.
Alla fine degli anni '90 del XX secolo, a seguito di una petizione popolare, il retablo del Mainas, custodito dalla fine dell'Ottocento sino ad allora nella Pinacoteca nazionale di Cagliari, fu restaurato (1998) e riportato a Iglesias per un'esposizione temporanea divenuta poi definitiva. Si può ammirare nella prima cappella a sinistra dall'entrata della chiesa, protetto da moderni sistemi antifurto e di controllo atmosferico.

## Descrizione

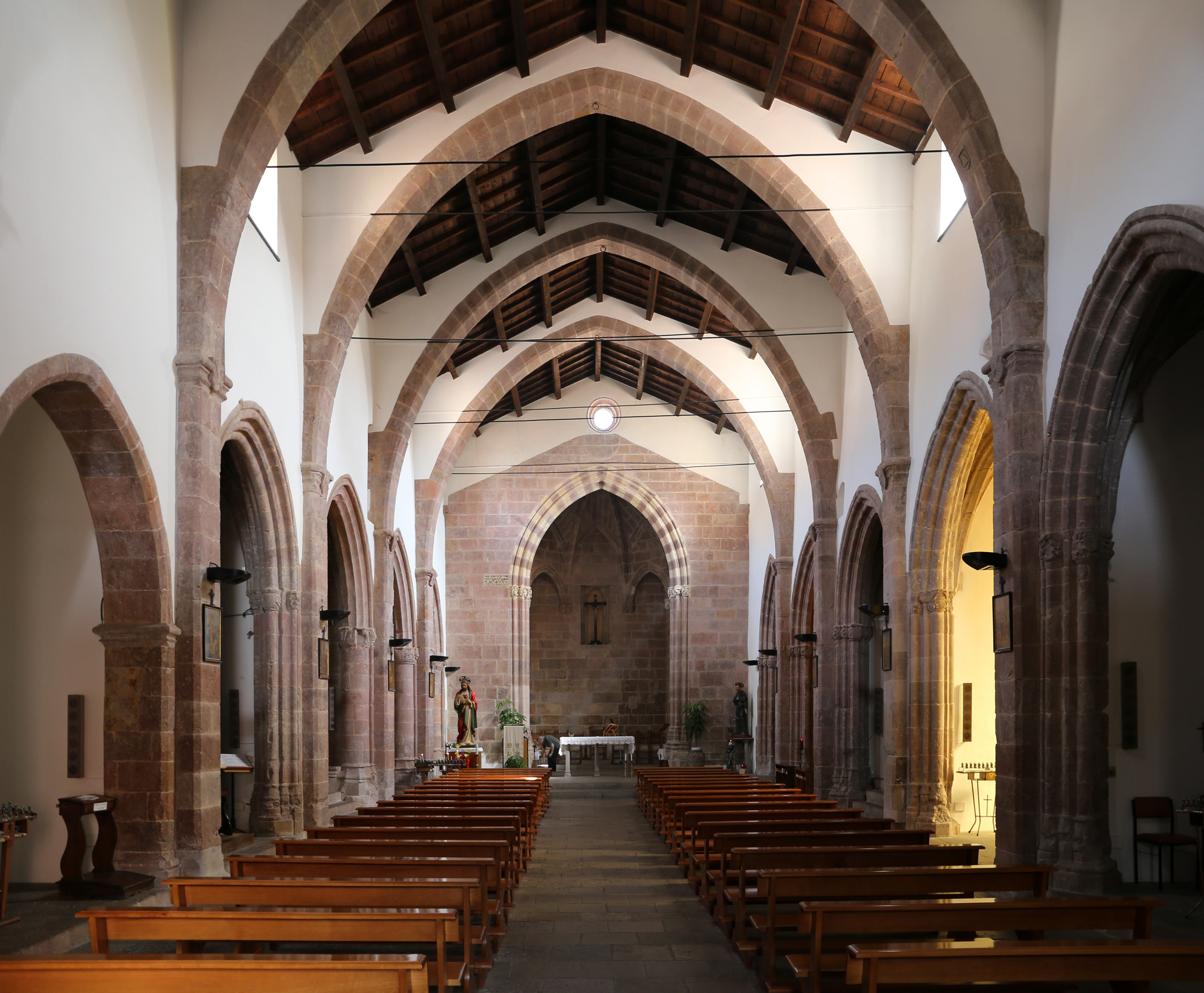
Interno

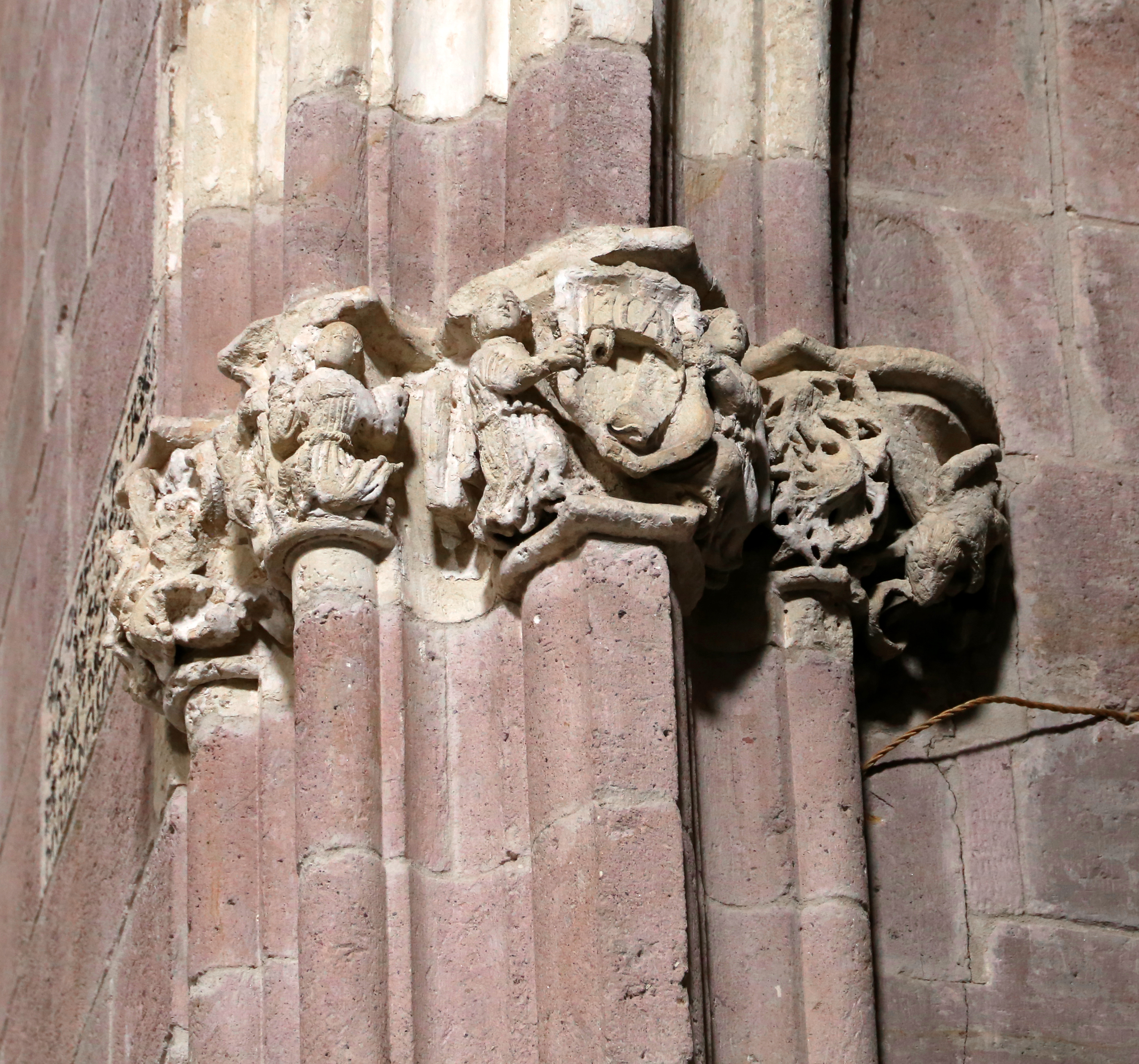
Capitelli scolpiti

La chiesa è costruita in pietra vulcanica locale (trachite), a navata singola con sette cappelle per lato.
La facciata è quasi completamente liscia, con la presenza di un rosone sopra il portone d'ingresso e di due oculi alle due estremità. Al di sopra del rosone, vi è una piccola statua raffigurante la Madonna incinta di Gesù (in copia, l'originale è all'interno).
Nella quarta cappella a sinistra è presente un organo a canne di scuola napoletana della metà del XVIII secolo, degli organari Rossi e Baffi.

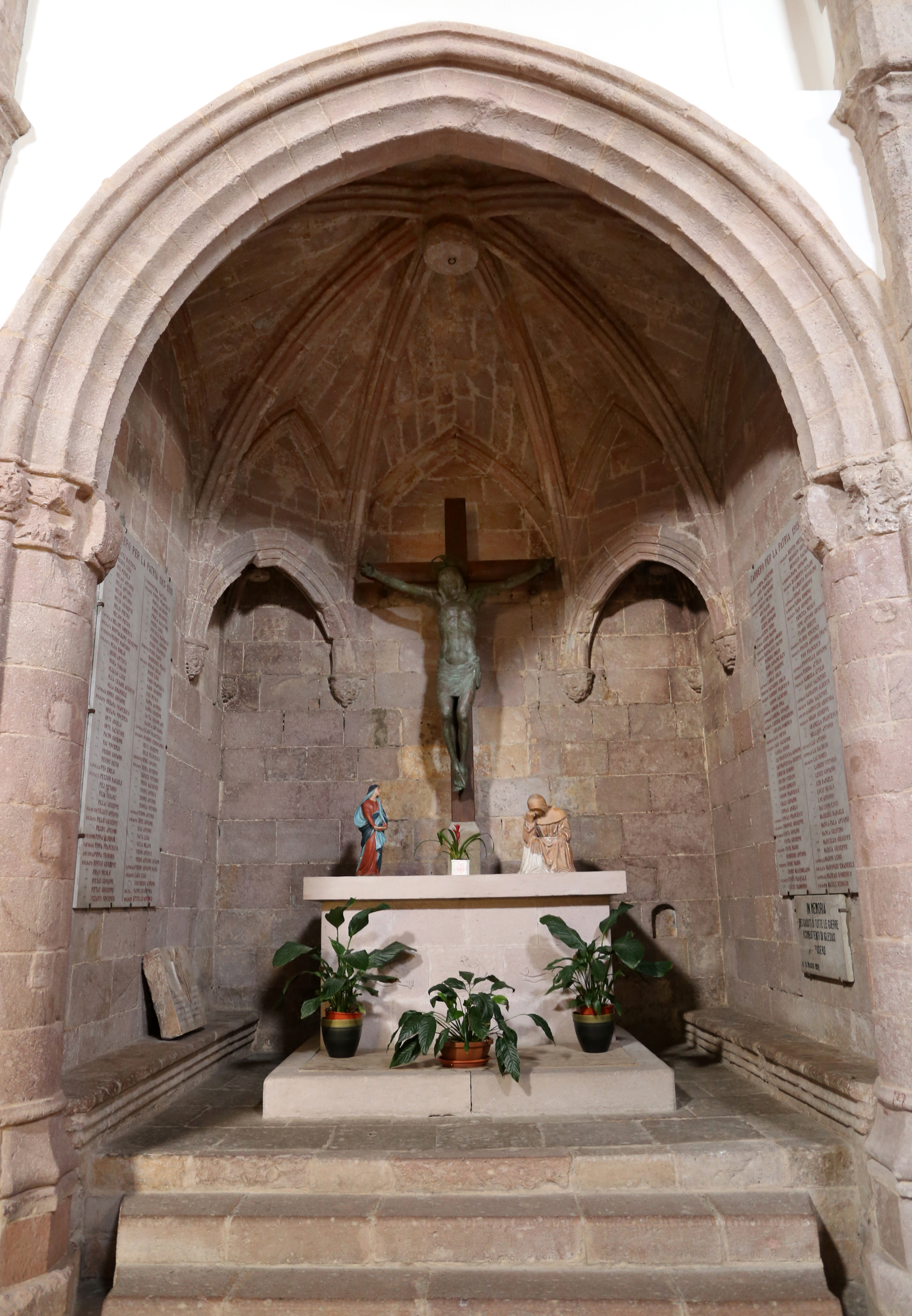
Cappella del Crocifisso

Nella quinta un retablo di Antioco Mainas. Nella cappella del Crocifisso (il cui Cristo bronzeo sulla croce è dello scultore Gavino Tilocca) si conserva una statua di francescano in terracotta, forse proveniente da un gruppo delle Stimmate di san Francesco del XV secolo.